# Pogančec
Pogančec is een plaats in de gemeente Preseka in de Kroatische provincie Zagreb. De plaats telt 137 inwoners (2001).